# Frederick Daniel Hardy

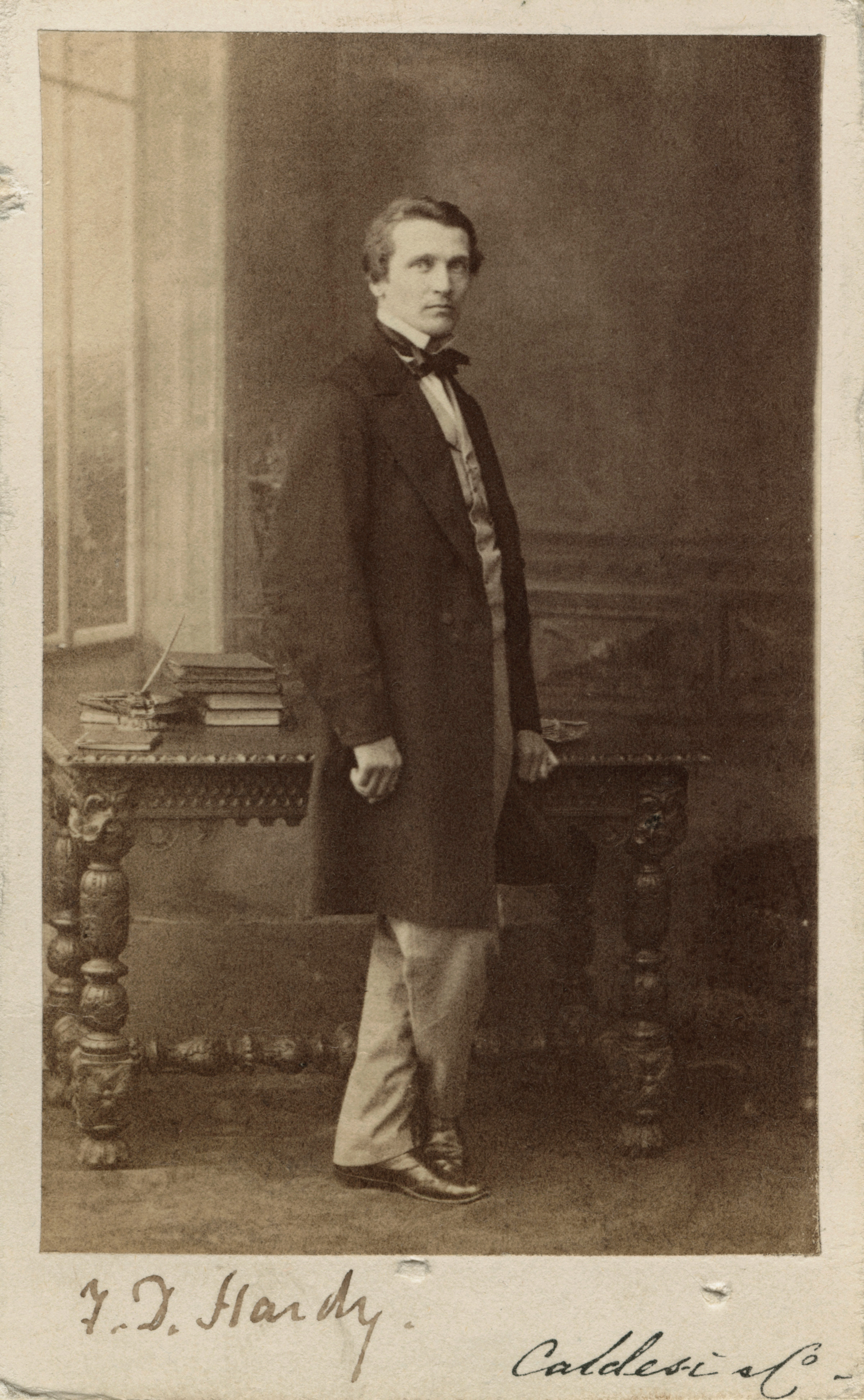
Portret van Frederick Daniel Hardy door Leonida Caldesi, ca. 1865

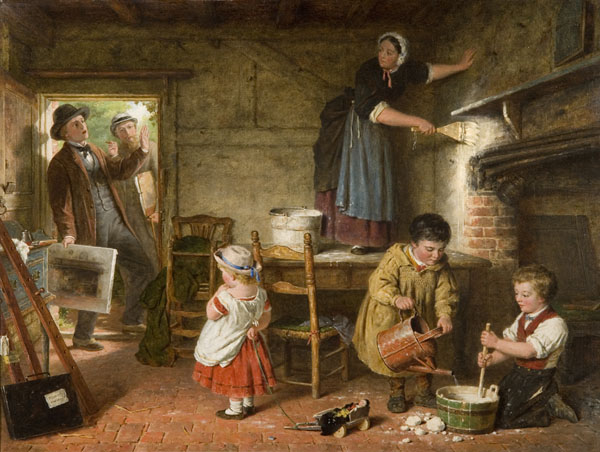
De onthutste kunstenaar, 1866, Wolverhampton Art Gallery

Frederick Daniel Hardy (Windsor, 13 februari 1827 – Cranbrook, 1 april 1911) was een Engels schilder van genrestukken. Hij behoorde tot een groep bevriende schilders die bekend werd als de Cranbrook Colony.

## Leven en werk
Hardy was het derde kind van George Hardy en Sarah Lloyd. George Hardy was musicus aan het hof van George IV en de koninginnen Adelheid en Victoria. Frederick had aanvankelijk de ambitie om ook de muziek in te gaan en studeerde enkele jaren aan de Royal Academy of Music. In 1846 besloot hij echter de muziek te verruilen voor de schilderkunst en volgde daarmee in de voetsporen van zijn oudere broer, de schilder George Hardy.
Hardy trouwde in 1852 met Rebecca Sophia Dorrofield. Het echtpaar verhuisde in 1854 naar Cranbrook in Kent, maar hield ook hun huis aan in het Londense Kensington, waar zij van tijd tot tijd verbleven. Het gezin telde uiteindelijk vijf zoons en een dochter. In 1893 vestigden zij zich definitief in Cranbrook. 
De daar ontstane 'kolonie' telde op den duur zes leden. Naast F.D. Hardy waren dat zijn broer George, Thomas Webster, George Bernard O'Neill, John Callcott Horsley en Augustus Edwin Mulready. Zij schilderden onder meer portretten, maar vooral genrestukken van romantische en geïdealiseerde landschappen en taferelen van het boerenleven. De productie lag hoog en hun werk was zeer geliefd. De leden van de groep exposeerden veel en vaak, met name aan de Royal Academy of Arts en het British Institution. 
Hardy zelf vervaardigde, evenals zijn broer, veel interieurschilderingen met afbeeldingen van alledaagse bezigheden. Het werk was vooral licht van toon.